# Marianne Aminoff
Marianne Elisabet Aminoff, född 21 september 1916 i Uddevalla, död 14 april 1984 i Hedvig Eleonora församling i Stockholm, var en svensk skådespelare.

## Biografi
Aminoff studerade vid Dramatens elevskola 1935–1937. Efter studierna var hon engagerad vid bland annat Göteborgs Stadsteater, Dramaten och Vasateatern. Hon filmdebuterade 1937 i Gustaf Edgrens John Ericsson – segraren vid Hampton Roads och kom att medverka i drygt 40 film- och TV-produktioner. Åren 1963–1968 var hon knuten till Dramaten, 1968–1975 till Stockholms stadsteater.
Marianne Aminoff var gift första gången 1940–1942 med balettmästaren Carl-Gustaf Kruuse af Verchou, andra gången 1942–1951 med skådespelaren Sven Bertil Norberg, tredje gången 1956–1966 med skådespelaren Frank Sundström och fjärde gången från 1967 med professor Anders Karlén (1910–1984).
Marianne Aminoff är begravd på Norra begravningsplatsen utanför Stockholm.

## Filmografi
- 1937 – John Ericsson – segraren vid Hampton Roads
- 1938 – Blixt och dunder
- 1938 – Goda vänner och trogna grannar
- 1938 – Styrman Karlssons flammor
- 1938 – Herr Husassistenten
- 1939 – Efterlyst
- 1939 – Frun tillhanda
- 1939 – Mot nya tider
- 1940 – En, men ett lejon!
- 1940 – Hennes melodi
- 1940 – Juninatten
- 1940 – Med dej i mina armar
- 1941 – En fattig miljonär
- 1941 – Magistrarna på sommarlov
- 1942 – En sjöman i frack
- 1942 – Ta hand om Ulla
- 1944 – Lev farligt
- 1944 – Vändkorset
- 1945 – Biljett till äventyret
- 1945 – I Roslagens famn
- 1946 – Ballongen
- 1947 – Här kommer vi
- 1948 – Var sin väg
- 1955 – Het är min längtan
- 1955 – Sista ringen
- 1956 – Det är aldrig för sent
- 1957 – Värmlänningarna
- 1962 – Halsduken (TV-serie)
- 1971 – Familjen Ekbladh (TV-serie)
- 1973 – Bröllopet
- 1974 – Vita nejlikan eller Den barmhärtige sybariten
- 1974 – Det sista äventyret
- 1976 – Ansikte mot ansikte
- 1976 – Långt borta och nära
- 1976 – Predikare-Lena (TV-film)
- 1977 – Mackan
- 1977 – Paradistorg
- 1977 – Ärliga blå ögon (TV-serie)
- 1978 – Höstsonaten
- 1979 – Selambs (TV-serie)
- 1982 – Fanny och Alexander
- 1983 – Mäster Olof (TV-serie)

## Teater

### Roller (ej komplett)
| År   | Roll                         | Produktion                                                                                 | Regi                                                   | Teater                   |
| ---- | ---------------------------- | ------------------------------------------------------------------------------------------ | ------------------------------------------------------ | ------------------------ |
| 1939 | Den unga flickan             | Segraren (Sejren) Kaj Munk                                                                 | Sandro Malmquist                                       | Nya Teatern              |
| 1939 | Dottern                      | Den ljusnande tid, revy Alf Henrikson                                                      | Sandro Malmquist                                       | Nya Teatern              |
| 1939 | Cerisette                    | Vi tjuvar (Fric-Frac) Édouard Bourdet                                                      | Sandro Malmquist                                       | Nya Teatern              |
| 1939 | Dottern                      | Venusspelet (L'Ennemie) André-Paul Antoine                                                 | Sandro Malmquist                                       | Nya Teatern              |
| 1939 | Glada häxan                  | Gamla glada tider: en Emil-Norlander-visans revy Sandro Malmquist                          | Sandro Malmquist                                       | Nya Teatern              |
| 1939 | Agda Gauvin                  | Johan Ulfstjerna Tor Hedberg                                                               | Sandro Malmquist                                       | Nya Teatern              |
| 1940 | Catherine                    | Bröllopsnatt (Oktobertag) Georg Kaiser                                                     | Nils Ekstam                                            | Nya teatern              |
| 1940 | Flicka 2                     | Grå gryning (Winterset) Maxwell Anderson                                                   | Per-Axel Branner                                       | Nya Teatern              |
| 1940 | Sibyl Chase                  | Jag älskar dig - markatta (Private Lives) Noël Coward                                      | Gösta Cederlund                                        | Nya Teatern              |
| 1941 | Camilla                      | Lek ej med kärleken (On ne badine pas avec l'amour) Alfred de Musset                       | Per-Axel Branner                                       | Nya Teatern              |
| 1941 | Amelie                       | Kamraterna August Strindberg                                                               | Per-Axel Branner                                       | Nya Teatern              |
| 1941 | Avis Talley                  | Skilda språk (The Talley Method) Samuel Nathaniel Behrman                                  | Harry Roeck-Hansen                                     | Blancheteatern           |
| 1942 | Georgia Swanee               | Kid Jackson (( Le Corsaire) Marcel Achard                                                  | Olof Molander                                          | Vasateatern              |
| 1942 | Gatflickan                   | Flykten från Paris Lo Håkansson                                                            | Martha Lundholm                                        | Vasateatern              |
| 1942 | Helene                       | Kan man lita på Peter? (Die Gattin) Johann von Bokay                                       | Martha Lundholm                                        | Vasateatern              |
| 1942 | Erica Mogensen               | Lille Napoleon Paul Sarauw                                                                 | Max Hansen                                             | Vasateatern              |
| 1943 | Eznarza                      | Arabernas tält (The Tents of the Arabs) Edward Dunsany                                     | Per-Axel Branner                                       | Nya Teatern              |
| 1945 | Cecily Cardew                | Bunbury (The Importance of Being Earnest, A Trivial Comedy for Serious People) Oscar Wilde | Harry Roeck-Hansen                                     | Blancheteatern           |
| 1946 | Elisabeth                    | På tre man hand (Tre må man være) Jens Locher                                              | Bengt Ekerot                                           | Nya Teatern              |
| 1946 | Gloria                       | Man kan aldrig veta (You Never Can Tell) George Bernard Shaw                               | Harry Roeck-Hansen                                     | Blancheteatern           |
| 1947 | Joyce                        | Alltsedan paradiset (Ever since paradise) J.B. Priestley                                   | Per-Axel Branner                                       | Nya Teatern              |
| 1947 |                              | Tjuvarnas bal (Le Bal des voleurs) Jean Anouilh                                            | Bengt Ekerot                                           | Malmö stadsteater        |
| 1947 |                              | Min fru går igen (Blithe Spirit) Noël Coward                                               | Arne Lydén                                             | Malmö stadsteater        |
| 1948 | Julia                        | Romeo och Jeannette (Roméo et Jeannette) Jean Anouilh                                      | Per-Axel Branner                                       | Nya Teatern              |
| 1948 | Liz Essendine                | Fröjd för stunden (Present Laughter) Noël Coward                                           | Per-Axel Branner                                       | Nya Teatern              |
| 1949 | Hustru 2                     | Yerma Federico García Lorca                                                                | Per-Axel Branner                                       | Nya Teatern              |
| 1949 |                              | Fröjd för stunden (Present Laughter) Noël Coward                                           | Ernst Eklund                                           | Lisebergsteatern         |
| 1949 | Mrs Montgomery               | Arvtagerskan (The Heiress) Ruth och Augustus Goetz                                         | Per-Axel Branner                                       | Nya Teatern              |
| 1949 | Cherry                       | Brittsommar (September Tide) Daphne du Maurier                                             | Per-Axel Branner                                       | Nya Teatern/ Riksteatern |
| 1950 | Ann                          | Äktenskapsbrott (Breach of Marriage) Dan Sutherland                                        | Per-Axel Branner                                       | Nya Teatern              |
| 1950 | Régine/Simone                | Boboll (Bobosse) André Roussin                                                             | Per-Axel Branner                                       | Nya Teatern              |
| 1951 | fru Galuchon                 | Clérambard Marcel Aymé                                                                     | Per-Axel Branner                                       | Nya Teatern              |
| 1951 | Mrs Montgomery               | Arvtagerskan (The Heiress) Ruth och Augustus Goetz                                         | Per-Axel Branner                                       | Riksteatern/ Nya Teatern |
| 1951 | Hortensia                    | Så tuktas kärleken (La repetition ou l'amour puni) Jean Anouilh                            | Per-Axel Branner                                       | Nya Teatern              |
| 1952 | God fé                       | Överstarnas kärlek (The love of four colonels) Peter Ustinov                               | Per Gerhard                                            | Nya Teatern              |
| 1953 |                              | Min fru går igen (Blithe Spirit) Noël Coward                                               | Per-Axel Branner                                       | Lisebergsteatern         |
| 1954 | Sheila Wendice               | Slå nollan till polisen (Dial M For Murder) Frederick Knott                                | Frank Sundström                                        | Riksteatern              |
| 1955 | Fru Gibbs                    | Vår lilla stad (Our Town) Thornton Wilder                                                  | Per-Axel Branner                                       | Nya Teatern              |
| 1955 | Zoe St. Merryn               | Min fru på drift (This Was a Man) Noël Coward                                              | Frank Sundström                                        | Nya Teatern              |
| 1955 | Lizzie Curry                 | Regnmakaren (The Rainmaker) N. Richard Nash                                                | Frank Sundström                                        | Nya Teatern              |
| 1956 | Edith Frank                  | Anne Franks dagbok (The Diary of Anne Frank) Frances Goodrich och Albert Hackett (vv)      | Sandro Malmquist                                       | Riksteatern              |
| 1956 |                              | Tredje personen (Monsieur Lamberthier) Louis Verneuil                                      | Mimi Pollak                                            | Malmö stadsteater        |
| 1957 | Jessica                      | Janus Carolyn Green                                                                        | Nanny Westerlund                                       | Lilla Teatern            |
| 1957 |                              | Peer Gynt Henrik Ibsen                                                                     | Ingmar Bergman                                         | Malmö stadsteater        |
| 1957 | Edith Frank                  | Anne Franks dagbok (The Diary of Anne Frank) Frances Goodrich och Albert Hackett           | Lars-Levi Læstadius                                    | Malmö stadsteater        |
| 1957 | Arsinoe                      | Misantropen (Le misanthrope) Molière                                                       | Ingmar Bergman                                         | Malmö stadsteater        |
| 1958 |                              | Herr Mississippis äktenskap (Die Ehe des Herrn Mississippi) Friedrich Dürrenmatt           | Lars-Levi Læstadius                                    | Malmö stadsteater        |
| 1958 | Elvira Condomine             | Min fru går igen (Blithe Spirit) Noël Coward                                               | Frank Sundström                                        | Lilla Teatern            |
| 1959 | Violet Venable               | Plötsligt i somras (Suddenly Last Summer) Tennessee Williams                               | Frank Sundström                                        | Malmö stadsteater        |
| 1959 | Cornelia                     | Någonting outsagt (Something Unspoken) Tennessee Williams                                  | Frank Sundström                                        | Malmö stadsteater        |
| 1959 | Elvira Condomine             | Min fru går igen (Blithe Spirit) Noël Coward                                               | Frank Sundström                                        | Malmö stadsteater        |
| 1959 | Aglaé                        | Generalen på skolbänken (L'Hurluberlu ou le Réactionnaire amoureux) Jean Anouilh           | Palle Granditsky                                       | Helsingborgs stadsteater |
| 1959 | Rosalinda                    | Som ni behagar (As you Like it) William Shakespeare                                        | Frank Sundström                                        | Helsingborgs stadsteater |
| 1960 | Diane de Belflor             | Trädgårdsmästarens hund (Comedia famosa del Perro del hortelano) Lope de Vega              | Frank Sundström                                        | Helsingborgs stadsteater |
| 1960 | Gertrud                      | Hamlet William Shakespeare                                                                 | Frank Sundström                                        | Helsingborgs stadsteater |
| 1961 | Anne Sullivan                | Miraklet (The Miracle Worker) William Gibson                                               | Frank Sundström                                        | Helsingborgs stadsteater |
| 1961 | Grevinnan Liane              | Så tuktas kärleken (La Repetition ou l ’ Amour puni) Jean Anouilh                          | Eva Sköld                                              | Helsingborgs stadsteater |
| 1961 |                              | Den farliga vänskapen (La Seconde surprise de l ’ amour) Pierre de Marivaux                | Frank Sundström                                        | Uppsala stadsteater      |
| 1961 | Irma                         | Balkongen (Le Balcon) Jean Genet                                                           | Frank Sundström                                        | Uppsala stadsteater      |
| 1962 | Ulrika Eleonora              | Karl XII August Strindberg                                                                 | Frank Sundström                                        | Uppsala stadsteater      |
| 1962 | Faidra                       | Hjälten Alfred Werner                                                                      | Sandro Malmquist                                       | Uppsala stadsteater      |
| 1963 | Rosalinda                    | Som ni behagar (As you Like it) William Shakespeare                                        | Frank Sundström                                        | Uppsala stadsteater      |
| 1963 | Roxane                       | Cyrano de Bergerac Edmond Rostand                                                          | Hans Abramson                                          | Uppsala stadsteater      |
| 1963 | Emilie Paumelle, Victors mor | Victor eller När barnen tar makten (Victor ou Les Enfants au pouvoir) Roger Vitrac         | Mimi Pollak                                            | Dramaten                 |
| 1964 | Chi Yün                      | Tre knivar från Wei Harry Martinson                                                        | Ingmar Bergman                                         | Dramaten                 |
| 1969 | Nunnan                       | Vita horan (The White Whore and The Bit Player) Tom Eyen                                   | Pi Lind                                                | Stockholms stadsteater   |
| 1973 | Frieda                       | An der schönen blauen Donau (Geschichten aus dem Wienerwald) Ödön von Horvath              | Jan Håkanson                                           | Stockholms stadsteater   |
| 1973 | Länsmanskan Kari             | Gösta Berlings saga Selma Lagerlöf                                                         | Johan Bergenstråhle Marie-Louise De Geer Bergenstråhle | Stockholms stadsteater   |
| 1974 | Myran                        | Jösses flickor, befrielsen är nära Suzanne Osten och Margareta Garpe                       | Suzanne Osten                                          | Stockholms stadsteater   |

## Bilder

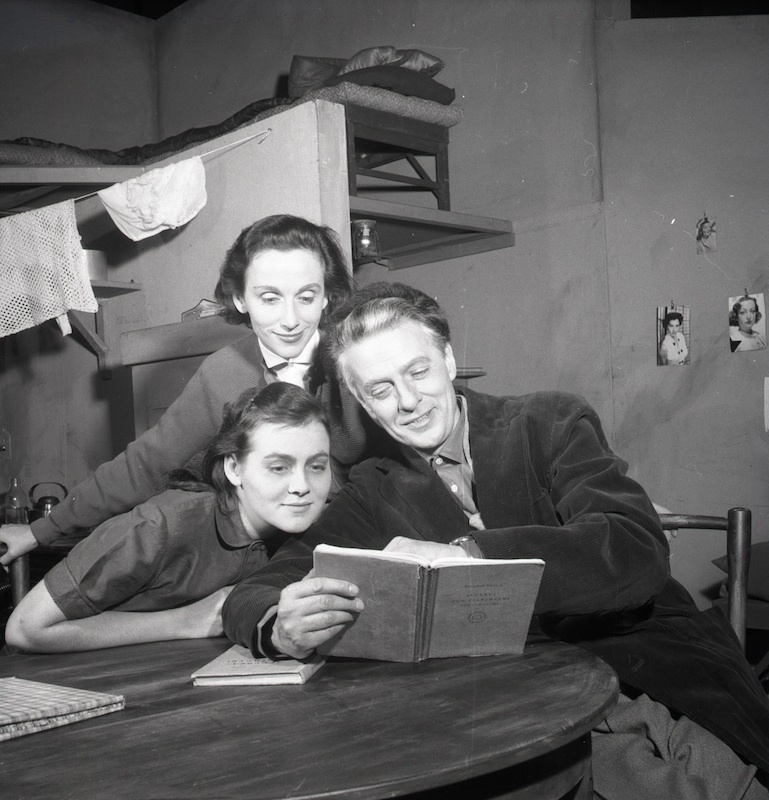
Nadja Witzansky, Marianne Aminoff och Frank Sundström i Riksteaterns uppsättning av Anne Franks dagbok 1956.
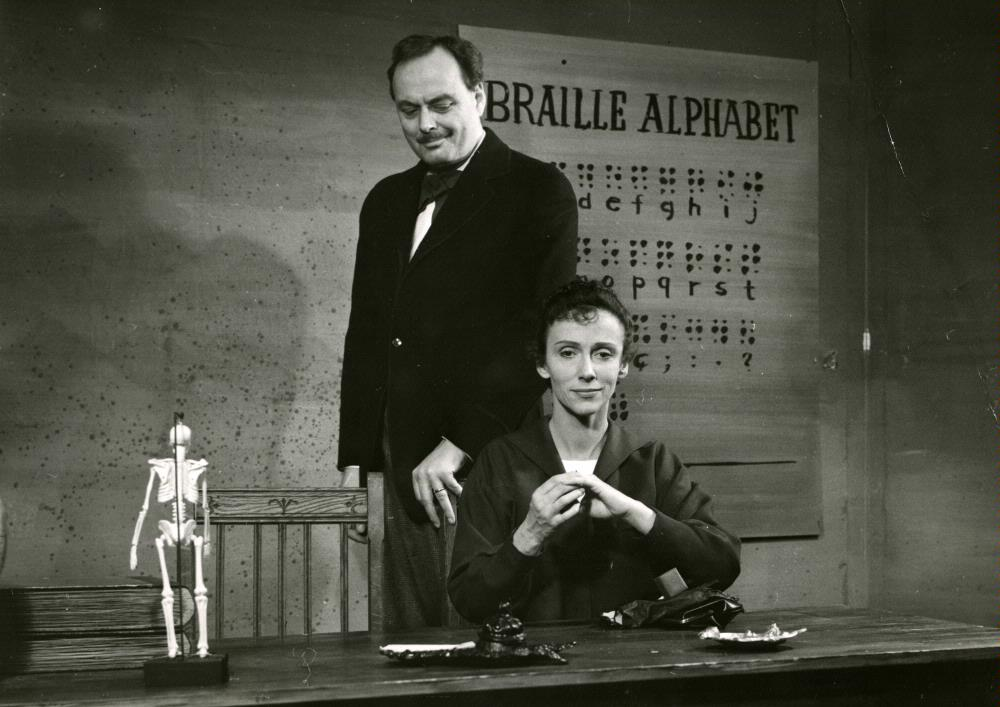
Curt Broberg och Marianne Aminoff i Miraklet på Helsingborgs stadsteater 1960.